# Okseklæg
Okseklæg (Tabanus bovinus) er en klæg. Den er en stor flue, mellem 18-23 millimeter lang. Den er udbredt i Europa, Nordafrika, Mellemøsten og i det vestlige Asien.
| Biologi | Spire Denne artikel om biologi er en spire som bør udbygges. Du er velkommen til at hjælpe Wikipedia ved at udvide den. |